# Après le bal (pel·lícula)
Après le bal és un curtmetratge mut francès del 1897 dirigit per Georges Méliès. Va ser produït per la Star Film Company de Méliès i numerat el 128 als seus catàlegs.

## Argument
Una criada ajuda la seva dama a despullar-se (amb la nuesa simulada per un bodystocking). La minyona ajuda la dona a banyar-se, abocant-li aigua, i finalment la cobreix i l'asseca amb una bata.

## Producció
Méliès no va ser el primer cineasta que va incloure nuesa simulada en una pel·lícula; Eugène Pirou ja havia fet una pel·lícula en la mateixa línia a finals de 1896, Le Bain de la Parisienne. (La pel·lícula de Méliès també es coneix de vegades amb aquest títol.) Es creu que Henri Joly, qui havia fet pel·lícules per Charles Pathé, va filmar temes igualment atrevits ja el 1895. En la versió. de Méliès, Jehanne d'Alcy és la banyista, amb Jane Brady, una actriu de music hall, com a la cambrera.
Méliès, d'Alcy i Brady van fer Après le bal a l'aire lliure, amb el teló de fons escampat en una paret d'un jardí de préssec (un mur à peaches) a la propietat familiar de Méliès. El primer estudi de vidre de Méliès ja s'havia construït, però no estava del tot llest per utilitzar-se, ja que encara s'estaven reforçant les parets. Segons els records de d'Alcy, segons va informar a la seva néta Madeleine Malthête-Méliès, la sorra fosca va substituir "l'aigua" perquè d'Alcy tenia fred amb el seu bodystocking.